# Volker Rittberger

Volker Rittberger

Volker Rittberger (* 4. Mai 1941 in Karlsruhe; † 13. November 2011 in Tübingen) war ein deutscher Politikwissenschaftler und Hochschullehrer an der Universität Tübingen.

## Leben
Volker Rittberger wurde als Sohn des kaufmännischen Angestellten Erwin Rittberger und dessen Frau Erna, geb. Knappe, in Karlsruhe geboren. Er studierte von 1961 bis 1965 Rechtswissenschaft und Politikwissenschaft an der Albert-Ludwigs-Universität Freiburg und der Universität Genf. 1966/67 war er Verwalter einer wissenschaftlichen Assistentenstelle und Lehrbeauftragter am Seminar für Wissenschaftliche Politik der Universität Freiburg.
Bis 1971 war Rittberger Doktorand im Fach Politikwissenschaft an der Stanford University in Kalifornien und als Forschungsassistent von Gabriel A. Almond und Robert C. North tätig. 1968 wurde ihm von der Stanford University der akademische Grad eines Magisters (M.A.) verliehen.
Ab 1971 war er wissenschaftlicher Mitarbeiter der Hessischen Stiftung Friedens- und Konfliktforschung (HSFK) in Frankfurt am Main und tätig als Lehrbeauftragter am Institut für Politische Wissenschaft der Ruprecht-Karls-Universität Heidelberg.
1972 folgte die Verleihung des Grades eines Doktors der Philosophie (Ph. D.) im Fach Politikwissenschaft.
1973 wurde Rittberger auf den neu eingerichteten Lehrstuhl für Politikwissenschaft mit dem Schwerpunkt Internationale Beziehungen/Friedens- und Konfliktforschung an der Universität Tübingen berufen. Er wurde 2009 emeritiert.
In den Jahren 1975/76 war er Vorsitzender des Konzils der Friedensforscher bei der Deutschen Gesellschaft für Friedens- und Konfliktforschung (DGFK), im darauffolgenden Jahr Vorsitzender der Arbeitsgemeinschaft für Friedens- und Konfliktforschung (AFK).
Von 1978 bis 1998 war Rittberger Senior Special Fellow des Ausbildungs- und Forschungsinstitutes der Vereinten Nationen (UNITAR) und von 1986 bis 1989 Angehöriger des Vorstandes der Deutschen Gesellschaft für die Vereinten Nationen (DGVN); seitdem war er Mitglied des Präsidiums der DGVN.
1988 war er Angehöriger des VN-politischen Beirats des Auswärtigen Amtes.
Von 1993 bis 1996 war Rittberger Vizepräsident der International Studies Association (ISA), anschließend bis 2000 hatte er die Funktion als Koordinator einer Arbeitsgruppe im Rahmen des Projekts der Universität der Vereinten Nationen (UNU) über „The United Nations System in the 21st Century“.
Das Ministerium für Wissenschaft, Forschung und Kunst Baden-Württemberg zeichnete Volker Rittberger 2003 auf Vorschlag der Universität Tübingen mit dem Landeslehrpreis aus. Die Auszeichnung bezog sich auf die von Rittberger mehrere Jahre lang betreute Teilnahme studentischer Gruppen an der weltgrößten Model-United-Nations-Konferenz in New York.

## Mitgliedschaften
Rittberger war seit 2003 Vorsitzender der im Jahr 2000 gegründeten, regierungsnahen Deutschen Stiftung Friedensforschung. Er war SPD-Mitglied.

## Forschungsschwerpunkte
Rittbergers Lehr- und Forschungsschwerpunkt lag in der internationalen Friedens- und Konfliktforschung.
Als Mitherausgeber des Sammelbandes „Europäische Sicherheit – Prinzipien, Perspektiven, Konzept“ (Wien, 1987) versuchte er durch die Zusammenführung von Politologen, Psychologen und Ökonomen eine Gegenposition zu einseitigen Betonung der militärischen – rüstungstechnischen Aspekte der europäischen Sicherheit zu entwerfen. Die Ost-West-Beziehungen wurden vorrangig unter militärischen Gesichtspunkten beurteilt; kulturelle, ökonomische, politische und psychologische Dimensionen wurden ausgeblendet und die Sicherheitspolitik auf die Lösung von Rüstungsproblemen reduziert. Das System zur kollektiven Sicherheit von Europa scheiterte durch das Wettrüsten zur gegenseitigen nuklearen Abschreckung. Alternativ zur kollektiven Sicherheit sollte ein System der gemeinsamen Sicherheit etabliert werden, das als ein dichter werdendes System von Verhaltensregeln für möglichst viele Politikfelder geschaffen werden sollte und ein enges Netz von Kooperationsbeziehungen zwischen den gegnerischen Lagern erfordert hätte. Rittberger konzentrierte sich in dieser Diskussion auf Grundsatzfragen der europäischen Sicherheit.
In „Vereinte Nationen und Weltordnung – Zivilisierung der internationalen Politik?“ (Opladen, 1997) widmete sich Rittberger gemeinsam mit Martin Mogler und Bernhard Zangl den Chancen und Risiken unterschiedlicher Weltordnungsmodelle und ihrer Umsetzung durch die Vereinten Nationen. Hintergrund ist die Wiederbelebung der VN Ende der 80er Jahre durch den Erfolg der US-Geführten Militäraktion in Kuwait gegen den Irak und der der Zusammenbruch der Sowjetunion und das damit zusammenhängende Ende des Ost-West-Konfliktes. Das Werk versteht sich Analyse, die sich zum Ziel setzt die Vereinten Nationen unter dem Gesichtspunkt ihrer Beiträge zur „Zivilisierung“ der internationalen Beziehungen in den Blick zu bekommen.
Gemeinsam mit Bernhard Zangl war Rittberger auch Autor des bereits zweimal überarbeiteten herausgegebenen Lehrbuches „Internationale Organisationen – Politik und Geschichte“. (Wiesbaden, 2005) Internationale Organisationen sollen hier als Gattung mit Hilfe sozialwissenschaftlicher Methoden analysiert werden. Es soll eine systematische Einführung in den Stand der theoriegeleiteten Forschung gegeben werden. Im Zentrum der neusten Auflage stehen die Entstehungs- und Entwicklungsbedingungen internationaler Organisationen sowie deren Beitrag zur Generierung und Stabilisierung zwischenstaatlicher Kooperation in verschiedenen Politikfeldern. Theoretische Einsichten werden mit empirischen Beobachtungen der Politik verbunden um ein zusammenhängendes und in sich schlüssiges Bild der Verknüpfung von internationaler Politik mit internationalen Organisationen zu zeichnen.

## Schriften
- mit Klaus Jürgen Gantzel, Gisela Kress: Konflikt – Eskalation – Krise. Sozialwissenschaftliche Studien zum Ausbruch des Ersten Weltkrieges. Bertelsmann Universitätsverlag, Düsseldorf 1972, ISBN 3-571-09013-6.
- Evolution and international organization. Toward a new level of sociopolitical integration (= Studien zur Regierungslehre und internationalen Politik. 5). Nijhoff, Den Haag 1973, (Zugleich: Stanford CA, Universität, Dissertation, 1971).
- mit Dieter S. Lutz: Abrüstungspolitik und Grundgesetz. Eine verfassungsrechtlich-friedenswissenschaftliche Untersuchung. Nomos, Baden-Baden 1976, ISBN 3-7890-0201-1.
- als Herausgeber: 1933, Wie die Republik der Diktatur erlag. Kohlhammer, Stuttgart u. a. 1983, ISBN 3-17-007907-7.
- mit Manfred Efinger, Michael Zürn: Internationale Regime in den Ost-West-Beziehungen. Ein Beitrag zur Erforschung der friedlichen Behandlung internationaler Konflikte (= Internationale Beziehungen. 6). Haag + Herchen, Frankfurt am Main 1988, ISBN 3-89228-205-6.
- als Herausgeber: Theorien der Internationalen Beziehungen. Bestandsaufnahme und Forschungsperspektiven (= Politische Vierteljahresschrift. Sonderheft. 21). Westdeutscher Verlag, Opladen 1990, ISBN 3-531-12148-0.
- mit Michael Zürn: Forschung für neue Friedensregeln. Rückblick auf zwei Jahrzehnte Friedensforschung. Akademie der Diözese Rottenburg-Stuttgart – Sekretariat, Stuttgart 1990, ISBN 3-926297-26-3.
- als Herausgeber: International Regimes in East-West Politics. Pinter, London u. a. 1990, ISBN 0-86187-868-X.
- als Herausgeber mit Peter Mayer: Regime Theory and International Relations. Clarendon Press, Oxford 1993, ISBN 0-19-827783-0.
- mit Bernhard Zangl: Internationale Organisationen. Politik und Geschichte. Europäische und weltweite zwischenstaatliche Zusammenschlüsse (= Grundwissen Politik. 10). Leske + Budrich, Opladen 1994, ISBN 3-8100-1231-9 (mit Bernhard Zangl, Andreas Kruck. 4., überarbeitete Auflage. Springer VS, Wiesbaden 2013, ISBN 978-3-531-19513-1).
- als Herausgeber: Anpassung oder Austritt: Industriestaaten in der UNESCO-Krise. Ein Beitrag zur vergleichenden Außenpolitikforschung. Sigma, Berlin 1995, ISBN 3-89404-398-9.
- als Herausgeber mit Hans von Mangoldt: Das System der Vereinten Nationen und seine Vorläufer. Beck u. a., München u. a. 1995.
  - Band I/1: Vereinte Nationen. 1995, ISBN 3-406-39106-0;
  - Band I/2: Sonderorganisationen und andere Institutionen. 1995, ISBN 3-406-39107-9.
- mit Andreas Hasenclever, Peter Mayer: Theories of International Regimes (= Cambridge Studies in International Relations. 55). Cambridge University Press, Cambridge u. a. 1997, ISBN 0-521-59849-4.
- als Herausgeber: German Foreign Policy Since Unification. Theories and Case Studies. Manchester University Press, Manchester u. a. 2001, ISBN 0-7190-6039-7.
- als Herausgeber: Global Governance and the United Nations System. United Nations University Press, Tokio u. a. 2001, ISBN 92-808-1075-8.
- als Herausgeber: Demokratie – Entwicklung – Frieden. Schwerpunkte Tübinger Politikwissenschaft (= Theodor-Eschenburg-Vorlesungen. 1, 2002). Nomos, Baden-Baden 2003, ISBN 3-8329-0037-3.
- mit Andreas Kruck, Anne Romund: Grundzüge der Weltpolitik. Theorie und Empirie des Weltregierens. VS – Verlag für Sozialwissenschaften, Wiesbaden 2010, ISBN 978-3-531-16352-9.

Seit 1985 gab Volker Rittberger die Tübinger Arbeitspapiere für Internationale Politik und Friedensforschung heraus. Er war seit 1996 Mitherausgeber der Zeitschrift Die Friedens-Warte. Journal of International Organization and Peace. Ferner gehörte er den Redaktionsbeiräten von Cooperation and Conflict, Global Governance und Journal of Peace Research an.